# Omicidio di Carlo Ala
L'omicidio di Carlo Ala venne commesso a Settimo Torinese il 31 gennaio 1980; la vittima lavorava come guardia notturna alla Framtek e, durante il turno di notte, venne preso in ostaggio insieme a un collega da quattro individui che, dopo aver lanciato delle bottiglie incendiarie contro una centralina del metano, fecero sdraiare entrambi i sorveglianti ai quali spararono dieci colpi che uccisero Carlo Ala e ferirono non mortalmente l'altro sorvegliante. Il commando si definì «un gruppo di fuoco comunista»; successivamente l'azione fu rivendicata dai Nuclei Comunisti Territoriali.

## Storia
La sera del 31 gennaio 1980 Ala, cinquantottenne sposato e con tre figlie ventenni, aveva preso servizio alla guardiola d'ingresso per il turno di notte presso la Framtek, un'azienda produttrice di molle legata al Gruppo Fiat, insieme al collega Giovanni Pegorin. Un commando di quattro persone armate attaccò la guardiola, approfittando dell'ingresso degli operai dell'ultimo turno, fecero irruzione all’interno dello stabilimento prendendo in ostaggio i due sorveglianti. Un terzo sorvegliante riuscì a darsi alla fuga. I quattro assaltatori immobilizzarono i sorveglianti, mentre altri due terroristi entrarono dal cancello lanciando delle molotov verso il fabbricato dove si trovava l'infermeria e i serbatoi di metano per gli altiforni di fusione dell'acciaio. Prima di fuggire, i terroristi si dichiararono «un gruppo di fuoco comunista», e aprirono il fuoco sparando dieci colpi alle gambe di Ala e Pegorin, causando gravi ferite al primo che ne determinarono la morte per dissanguamento mentre il secondo riuscì a salvarsi. Mario Lutri, il terzo guardiano, estrasse la pistola sparando alcuni colpi contro l'auto in fuga, senza effetto.

## Indagini
Nei giorni seguenti, l'azione fu rivendicata dai Nuclei Comunisti Territoriali, un piccolo gruppo armato attivo nel torinese vicino a Prima Linea, i cui obiettivi erano principalmente le fabbriche della zona. Le indagini a seguito dell'omicidio e di altre azioni compiute l'anno precedente portarono nell'estate 1980 ad arrestare i dirigenti del movimento Guido Borio, Luciano Del Medico e Guido Mihalic e, una volta privato dei suoi capi, il movimento svanì.

## Processo
Nel 1985 si concluse il processo contro i "Nuclei comunisti territoriali" che sentenziò 90 condanne per complessivi 360 anni di reclusione per diversi reati commessi fra il 1978 e il 1980 a Torino. Al latitante Giancarlo Santilli, ritenuto responsabile di concorso morale nell'omicidio di Carlo Ala oltre che di organizzazione a banda armata venne comminata una pena di trent'anni, a Federico Alfieri 24 anni e 9 anni a Danila Mihalic, che sparò i colpi che uccisero il sorvegliante, e a Luciano Bettini.

## Onorificenze
- Il Comune di Brandizzo gli ha intitolato una piazza nel centro della cittadina.